# 田村真紀
田村 真紀（たむら まき、1971年4月11日 - ）は、日本の元女優、元声優。以前は劇団昴に所属していた。北海道出身。身長160cm、体重46kg。特技は琴、居合、乗馬。

## 後任
田村の引退後、持ち役を引き継いだ声優は以下の通り。
| 後任       | 役名           | 概要作品                  | 後任の初担当作品 |
| ---------- | -------------- | ------------------------- | ---------------- |
| 北原沙弥香 | オオサト・ユキ | 『WHO AM I?』テレビ朝日版 | WOWOW追加録音    |

## 出演

### テレビドラマ
- 温泉若おかみの殺人推理（1994年）

### テレビアニメ
1999年
- 星界の紋章（フェグダクペ・ベルサ）
- 名探偵コナン（黒田直子）

2000年
- 金田一少年の事件簿（アネット根来）

2002年
- OVERMANキングゲイナー（ジャボリ・マリエーラ）

2004年
- 絢爛舞踏祭 ザ・マーズ・デイブレイク（ネリ・オマル）
- 最遊記RELOAD GUNLOCK（梁）

2005年
- 銀盤カレイドスコープ（ロシア人女性）

2006年
- 西の善き魔女 Astraea Testament（貴婦人B）

2007年
- 結界師（紫遠）

2009年
- Phantom 〜Requiem for the Phantom〜（ケリー・レイノルズ）

### ゲーム
1999年
- リフレインラブ2（朝倉街子）
- ロードオブモンスターズ（PS版）（オンエット）

2003年
- Chain Dive（ALAKINA、アナウンス）

2007年
- レインボーシックス ベガス

2008年
- スーパーロボット大戦Z（ジャボリ・マリエーラ）

2010年
- Another Century's Episode:R（ジャボリ・マリエーラ）

### 吹き替え

#### 映画
1999年
- リプレイスメント・キラー ※ソフト版

2000年
- ナッティ・プロフェッサー クランプ教授の場合 - 日本テレビ版
- ワイルド・ワイルド・ウエスト（リッペンレイダー〈ソフィア・エング〉） - ソフト版

2002年
- チアーズ!（ビッグ・レッド〈リンジー・スローン〉）
- トレマーズ3（ジュディ・チャン）
- トリプルX（イレーナ〈アーシア・アルジェント〉） - ソフト版

2003年
- アバウト・ア・ボーイ
- デッドベイビーズ（シリア〈アレクサンドラ・ギルブレス〉）
- WHO AM I?（オオサト・ユキ〈山本未來〉） - テレビ朝日版

2004年
- H ［エイチ］（キム・ミヨン〈ヨム・ジョンア〉）

2008年
- 幸せになるための27のドレス（ケイシー〈ジュディ・グリア〉）

2009年
- ベイビーママ（アンジー〈エイミー・ポーラー〉）

2010年
- アルビン2 シマリス3兄弟 vs. 3姉妹（ブリアニー〈声：クリスティナ・アップルゲイト〉）
- わすれた恋のはじめかた（マーティ〈ジュディ・グリア〉）

2012年
- アルビン3 シマリスたちの大冒険（ブリアニー〈声：クリスティナ・アップルゲイト〉）

#### ドラマ
1998年
- ER緊急救命室 シーズン3・4（1998年 - 1999年、ジャネット〈スザンヌ・カーニー〉）

1999年
- アリー my Love

2000年
- ER緊急救命室 シーズン5 #16（ベッカ〈シンシア・カルホーン〉）

2003年
- ER緊急救命室 シーズン8 #19（キム・ザンブラノ〈キム・レイヴァー〉）
- CSI:マイアミ

2005年
- サード・ウォッチ（キム・ザンブラノ〈キム・レイヴァー〉）

2006年
- CSI:ニューヨーク（マリーナ〈モラン・アティアス〉）
- ミディアム 霊能者アリソン・デュボア（リチャーズ医師）

2007年
- アグリー・ベティ
- HEROES/ヒーローズ（ニキ・サンダース、トレイシー・ストラウス〈アリ・ラーター〉）

2008年
- 気分はぐるぐる #15
- ステート・オブ・プレイ〜陰謀の構図〜
- 名探偵モンク5 #9

### 舞台
- アルジャーノンに花束を
- 怒りの葡萄
- オンディーヌを求めて
- クリスマスキャロル
- 三人姉妹
- 修道女
- ジュリエットたち
- 谷間の歌
- 転落
- 明暗
- 機械じかけのビアノのための未完成の戯曲

### その他コンテンツ
- 路面電車紀行（ナレーター）
- ロックフォードの事件メモ